# Kappa Mikey
Kappa Mikey is een Amerikaanse animatieserie, uitgezonden op Nickelodeon. De serie is een parodie op de Japanse animeseries. De serie is bedacht door Larry Schwarz. In totaal bestaat de serie uit 2 seizoenen met 52 afleveringen.
De serie is in nagesynchroniseerde vorm uitgezonden in Nederland.

## Titel
De titel van de show is een woordspeling op kappamaki, een type sushi. Andere bronnen beweren dat de naam “kappa” is afgeleid van de Kappa uit Japanse folklore.

## Overzicht
De serie draait om Mikey Simon, een 19-jarige acteur die zojuist is afgestudeerd van de middelbare school. Hij wint bij een wedstrijd een reis naar Japan om daar aan de slag te gaan als acteur in de populaire animeserie LilyMu. Al snel wordt hij de grootste ster van Japan.
Fragmenten uit LilyMu worden getoond aan het begin en eind van elke aflevering, maar de afleveringen draaien voornamelijk om Mikey’s activiteiten buiten de set om. Mikey moet zich aan zien te passen aan de Japanse cultuur, wat hem niet altijd goed af gaat.

## Productie
Kappa Mikey is anders dan andere animatieseries. Zo is de serie eigendom van de studio zelf in plaats van een agentschap. De afleveringen worden geschreven door een fulltime staff.
In de serie worden twee tekenstijlen door elkaar heen gebruikt. De meeste personages, alsmede de decors, zijn getekend in traditionele animestijl, terwijl Mikey zelf getekend is in een stijl die voor Amerikaanse animatieseries standaard is. Om dit effect beter te verkrijgen is de serie door twee verschillende teams van tekenaars getekend: een team voor de animegedeeltes en een team voor Mikey.
De serie werd aanvankelijk aangeprezen als “de eerste Amerikaanse anime”, maar hier werd al snel afstand van gedaan daar in het Engels de term anime uitsluitend gereserveerd wordt voor Japanse series.
Een pilotaflevering van de serie werd geproduceerd voor MTV Networks. Deze was getekend in de stijl van Perfect Hair Forever. MTV keurde de serie af, maar Nickelodeon zag wel wat in het idee. Wel moest de show hiervoor sterke veranderingen ondergaan zodat hij geschikter werd voor een jong publiek.

## Personages
| Personage   | Stemacteur Amerikaanse versie |
| ----------- | ----------------------------- |
| Mikey Simon | Michael Sinterniklaas         |
| Gonard      | Sean Schemmel                 |
| Guano       | Gary Mack                     |
| Lily        | Annice Moriarty               |
| Mitsuki     | Evelyn Lanto                  |
| Ozu         | Stephen Moverly               |
| Yes Man     | Jesse Adams                   |

## Nederlandse stemmen
- Mikey Simon: Charly Luske
- Gonard: Trevor Reekers
- Guano: Dragan Bakema
- Lilly: Peggy Vrijens
- Mitsuki: Vivienne van den Assem
- Ozu: Fred Meijer
- Ja-Man: Buddy Vedder
- Yoshi: Sander de Heer

## Nederlandse versie
- Nederlandse Nabewerking: Creative Sounds BV
- Voice Director: Florus van Rooijen